# Hikone
Hikone (jap. 彦根市 Hikone-shi) − miasto w Japonii, na wyspie Honsiu, w prefekturze Shiga.

## Położenie
W przeszłości Hikone leżało na historycznej drodze Nakasendō, która była jedną z ważniejszych dróg łączących stolicę Japonii z prowincjami w okresie Edo. Miasto rozbudowało się wokół zamku Hikone.
Miasto leży w środkowej części prefektury, na wschodnim brzegu jeziora Biwa, graniczy z:
- Maibarą
- Higashiomi

## Historia
Po zwycięskiej bitwie pod Sekigaharą w 1600 roku i przejęciu kontroli nad krajem, Ieyasu Tokugawa (1543–1616) przekazał fudai-daimyō Naomasie Ii (1561–1602) zamek Sawayama, czyniąc go panem dzisiejszego Hikone. Jednakże Naomasa zmarł dwa lata później w wyniku komplikacji po ranie postrzałowej, którą otrzymał w bitwie. 
Po śmierci Naomasy zamek przypadł jego synowi, Naotsugu (1590–1662, także imię Naokatsu), i wtedy Ieyasu Tokugawa zdecydował, że zamek powinien zostać przeniesiony na pobliskie wzgórze znane jako Hikone-yama. Biorąc pod uwagę centralne położenie Hikone w odniesieniu do innych zamków i istotnych terytoriów ówczesnych czasów, nowa twierdza została uznana za ważną strategicznie. Z tego względu, aby przyspieszyć proces budowy, materiały przywieziono z rozbiórki różnych pobliskich świątyń i pokonanych zamków.
Zimą 1614 i latem 1615 roku Ieyasu Tokugawa prowadził dwie kampanie w Osace. Towarzyszący mu brat Naotsugu, o imieniu Naotaka (1590–1659), walczył w jego miejsce, zyskując uznanie za odwagę. Wiosną 1615 roku Naotaka otrzymał ziemie swojego brata i został nowym panem Hikone. W 1622 roku zamek Hikone został ukończony i otoczony zewnętrzną fosą.
W wyniku restauracji Meiji w 1868 roku domena Hikone została rozwiązana. Zakończył się feudalny system klasowy i na polecenie nowego rządu rodzina Ii przeprowadziła się do Tokio wraz z wieloma innymi byłymi daimyō i ich rodzinami. Po II wojnie światowej zamek rodziny Ii został przekazany miastu Hikone.

## Galeria

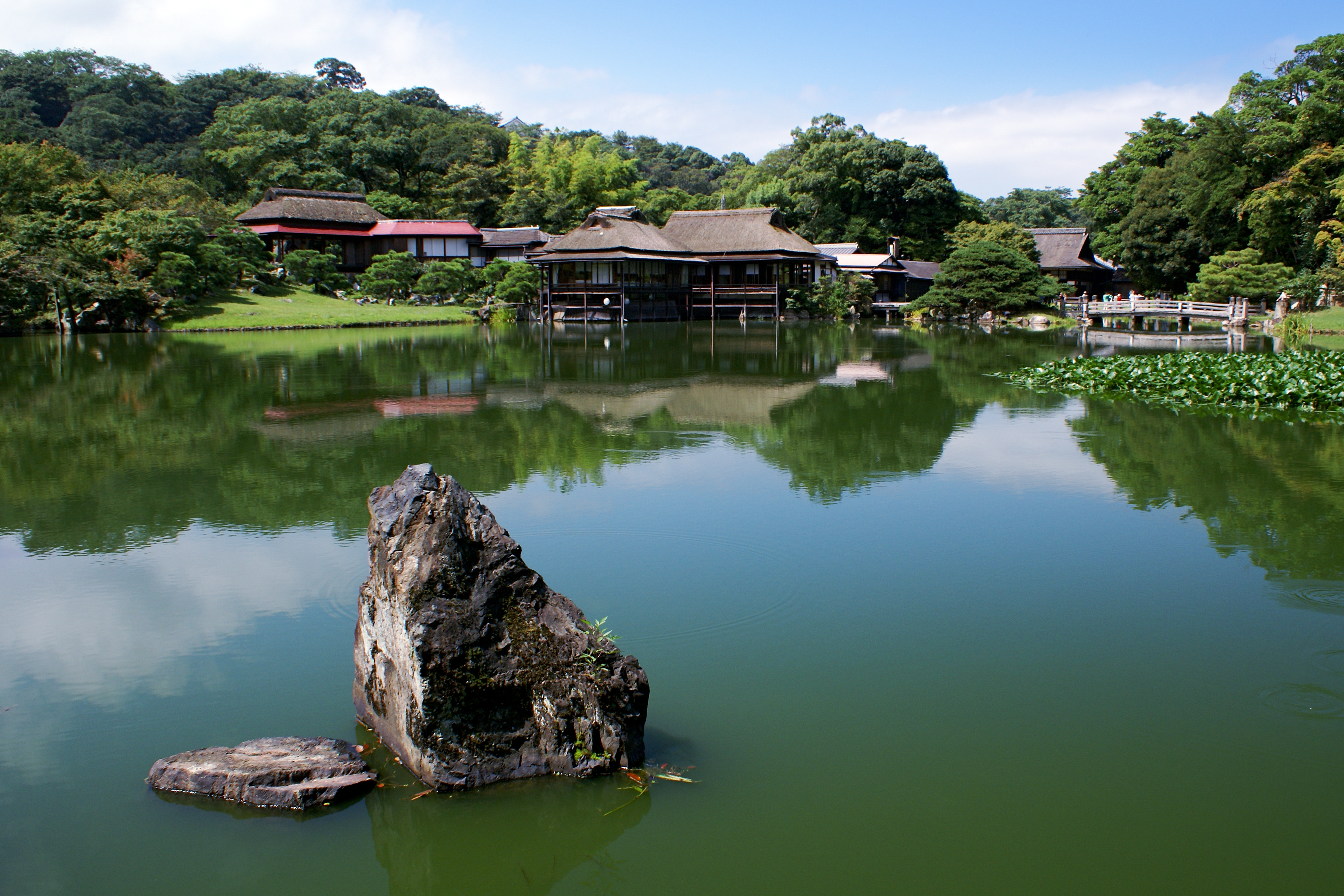
Ogród Genkyūen, stworzony na terenach zamkowych w 1677 r.
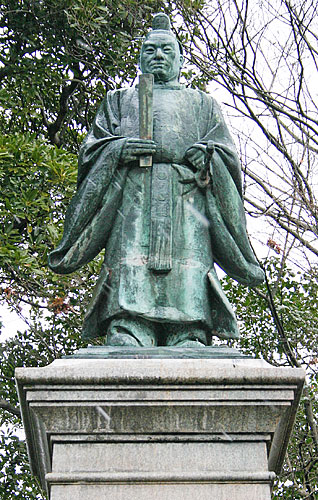
Pomnik Naosuke Ii
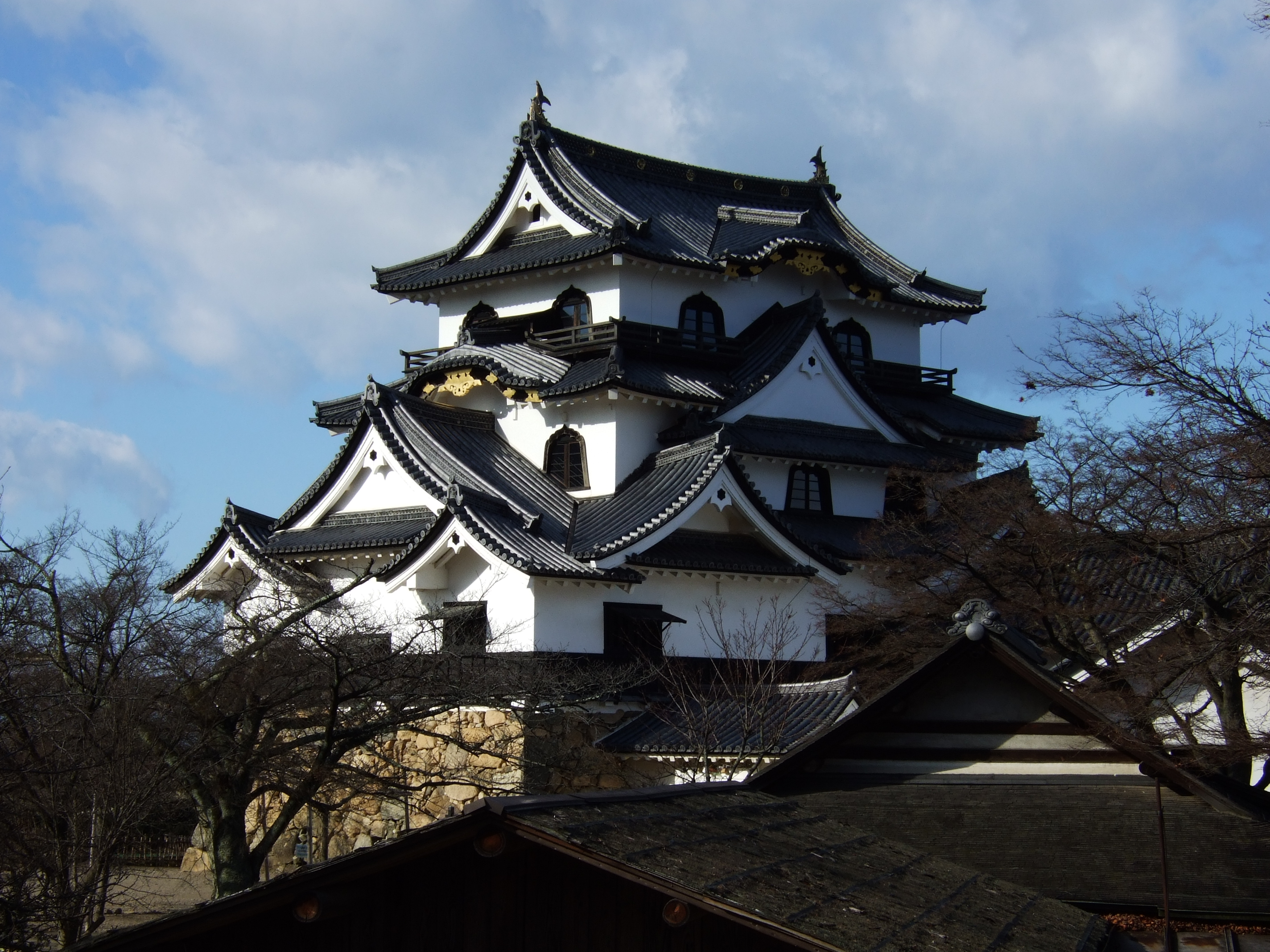
Zamek Hikone
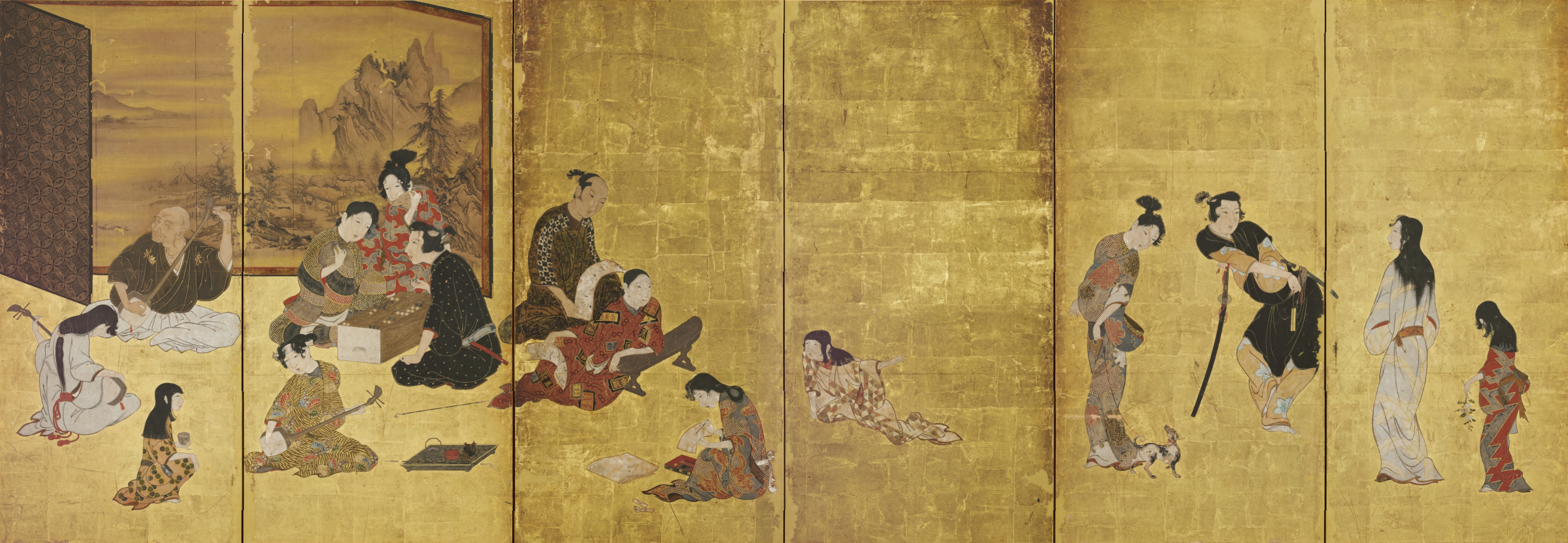
Parawan (byōbu) 94,5 cm x 278,8 cm. W przeszłości należał do rodziny Ii, obecnie w Muzeum Zamkowym w Hikone (skarb narodowy)
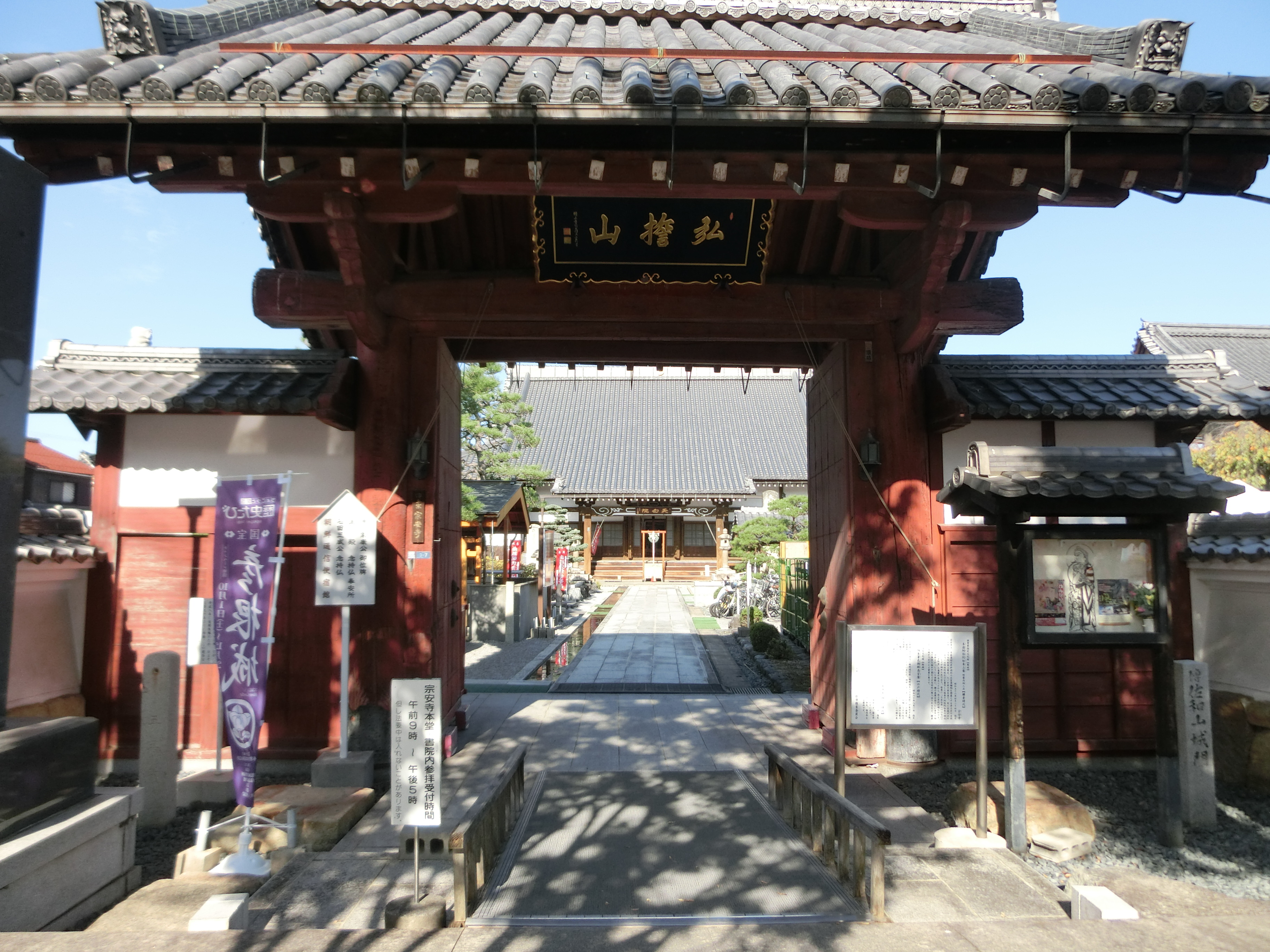
Świątynia Sōan-ji w Hikone
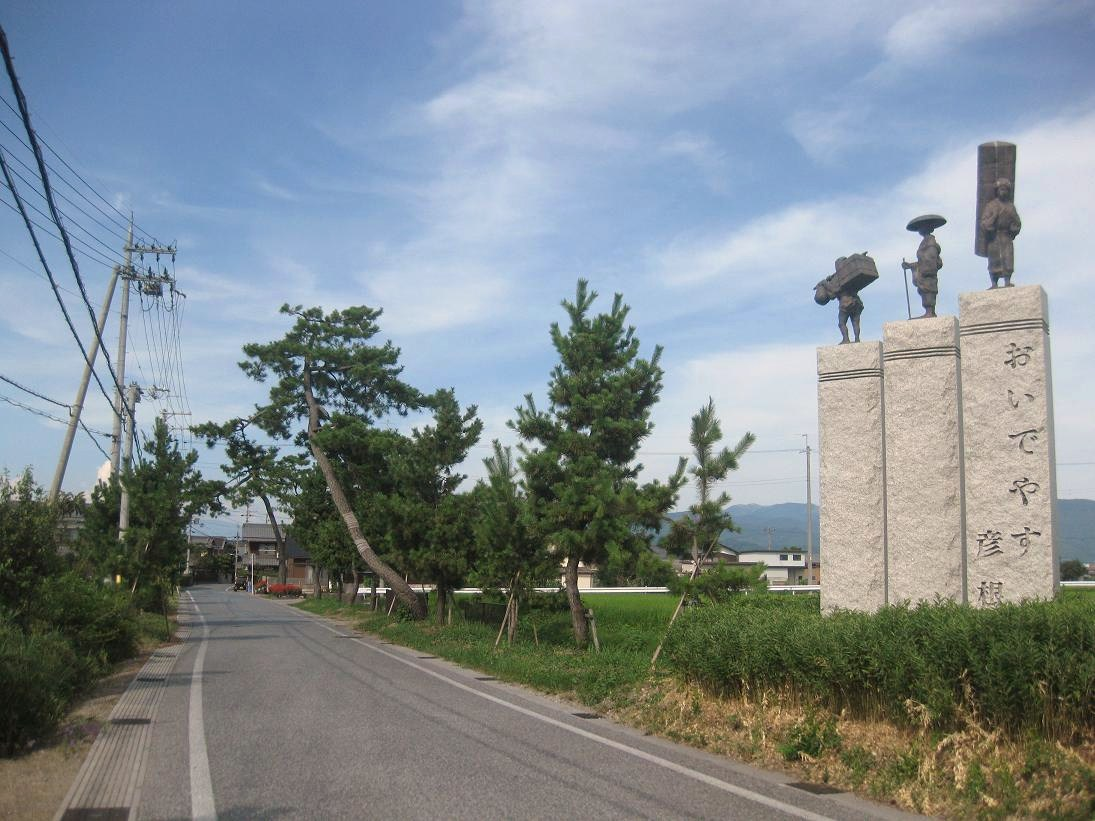
Nakasendō przy wjeździe do Hikone (napis po prawej: „Witamy w Hikone”)

## Miasta partnerskie
- Stany Zjednoczone: Ann Arbor
- Chiny: Xiangtan